# Dunkellaubsänger
Der Dunkellaubsänger (Phylloscopus fuscatus) ist eine in Ostasien brütende Art aus der Gattung der Laubsänger, einer Gattung kleiner und schlanker Singvögel der Familie der Laubsängerartigen (Phylloscopidae). 
Die Art ist in Europa ein seltener, in neuer Zeit im Ost- und Nordseebereich aber alljährlicher Irrgast. Unter anderem in den Niederlanden gibt es für den Zeitraum von 1978 bis 2003 37 anerkannte Nachweise dieser Art. Auf Helgoland wurde die Art mehrfach 1996 und 1997 beobachtet.

## Beschreibung
Die Körperlänge des Dunkellaubsängers beträgt 14 Zentimeter. Auf der Körperoberseite ist das Gefieder einheitlich dunkel graubraun. Der Schnabel ist kurz, gerade und spitz zulaufend. Die Beine sind dunkel. Kennzeichnend für den Dunkellaubsänger ist die Gesichtszeichnung. Quer über das Auge verläuft ein dunkler Augenstreif. Darüber liegt ein heller Überaugenstreif. Dunkellaubsänger weisen außerdem einen dünnen, weißen Augenring auf. Die Körperunterseite ist schmutzigweiß, wobei die Brustregion etwas dunkler gefärbt sein kann. Die Flanken und die Unterschwanzdecken sind cremefarben. Anders als bei den meisten der Laubwaldsänger ist der Schwanz leicht abgerundet. Es besteht kein Geschlechtsdimorphismus. Der Ruf des Dunkelwaldsängers ist ein hartes „Tschik“.

## Verbreitungsgebiet

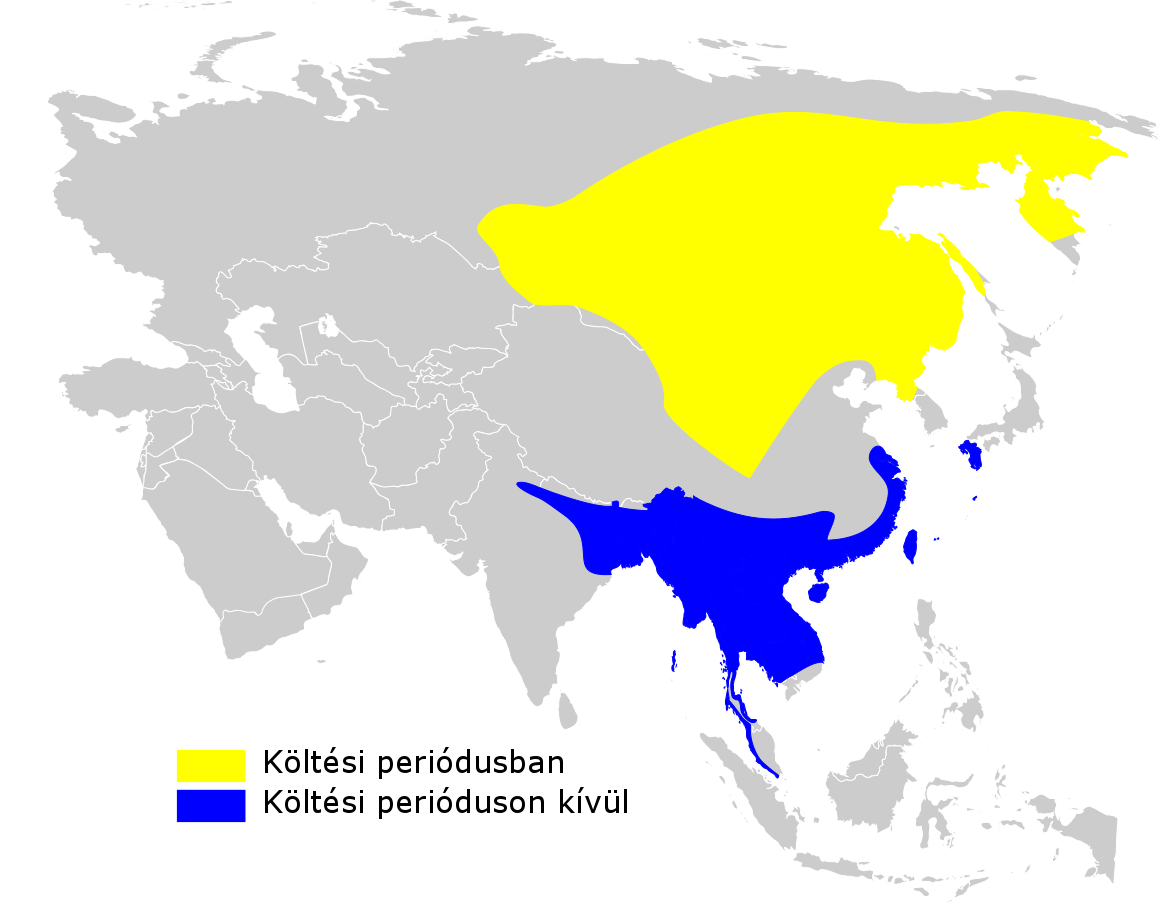
Verbreitungsgebiet des Dunkellaubsängers
Brutgebiete
Überwinterungsgebiete

Das Brutgebiet des Dunkellaubsängers ist Ostasien. Dort brütet er in Moor- und Sumpfgebieten der Taiga und ist weit verbreitet und häufig. Er ist ein ausgeprägter Zugvogel. Die Überwinterungsgebiete liegen im Südosten Asiens. Er ist jedoch regelmäßiger Irrgast in Nordamerika. Zu beobachten ist er auf Inseln Westalaskas, im Herbst auch in südlichen Landesteilen Alaskas sowie in Kalifornien. Auch für Baja California sind zwei Beobachtungen belegt. Auch in Europa ist er als Irrgast bereits mehrfach beobachtet worden.

## Lebensweise
Der Dunkellaubsänger errichtet sein Nest in niedriger Höhe in Strauchwerk. Das durchschnittliche Gelege umfasst fünf bis sechs Eier. Jungvögel gleichen weitgehend den adulten Vögeln. Sie sind daran zu erkennen, dass ihr oberes Körpergefieder etwas olivfarben schimmert. Er ernährt sich überwiegend von kleinen Insekten, frisst aber auch kleine Beeren. 